# كورت فايسه
كورت فايسه (بالإنجليزية: Kurt Wiese)‏ هو كاتب وكاتب للأطفال ورسام توضيحي وفنان أمريكي، ولد في 22 أبريل 1887 في مندن في ألمانيا، وتوفي في 27 مايو 1974 في نيوجيرسي في الولايات المتحدة.